# Luis Alberto Zúñiga
Luis Alberto Zúñiga Andrade (San Miguelito, Panamá, 27 de enero de 1997) es un futbolista panameño que juega como extremo derecho en el Herrera FC de la Primera División de Panamá.

## Trayectoria

### Rio Abajo FC
Se formó en las categorías inferiores del Rio Abajo FC y su debut profesional en la Primera División de Panamá fue el 20 de julio de 2012 en la derrota 4 a 0 contra el San Francisco FC en el Estadio Agustín Muquita Sánchez en donde fue titular todo el partido. Disputó 9 partidos en el Torneo Apertura 2012, 6 partidos en el Torneo Clausura 2013, 7 partidos en el Torneo Apertura 2013, 13 partidos y anotó 2 goles en el Torneo Clausura 2014 quedando subcampeón de dicho torneo pero el club descendió y disputó la Liga Nacional de Ascenso Apertura 2014 llegando hasta la semifinales.

### Chorrillo FC
A finales del 2014 fue anunciado como nuevo jugador del Chorrillo FC. Disputó el Torneo Clausura 2015 en donde jugó 5 partidos.

### Costa del Este FC
A mitad del 2015 fue anunciado como nuevo jugador del Costa del Este FC. Disputó la LNA Apertura 2015 llegando hasta la cuartos de finales, el Ascenso LPF Clausura 2016 llegando hasta la semifinales, quedó campeón del Ascenso LPF Apertura 2016 anotando gol en la final.

### SD Atlético Nacional
A finales del 2016 fue anunciado como nuevo jugador del SD Atlético Nacional, disputó el Torneo Clausura 2017 en donde jugó 14 partidos y anotó 1 gol.

### Costa del Este FC
A mitad del 2017 fue anunciado su regreso al club, quedó campeón del Ascenso LPF Apertura 2017 anotando un gol en la final, y campeón del Ascenso LPF Clausura 2018 así ascendiendo a la primera división de Panamá.

### Rosario FC
A inicio de 2018 fue anunciada como nuevo jugador del Rosario FC. Disputó el Torneo Clausura 2018 de la Primera División de Guatemala.

### Costa del Este FC
A mitad del 2018 fue anunciado su regreso al Costa del Este FC, quedando subcampeón del Torneo Apertura 2018 en donde jugó 9 partidos y anotó 1 gol. Disputó el Torneo Clausura 2019 en donde jugó 12 partidos, salió campeón del Torneo de Copa 2018-2019.

### Pirata FC
A mitad del 2019 fue anunciado como nuevo jugador del Pirata FC. Disputó el Torneo Clausura 2019 en donde jugó 9 partidos.

### Deportivo Xinabajul
El 5 de diciembre de 2019 fue anunciado como nuevo jugador del Deportivo Xinabajul, el 1 de febrero de 2020 fue dado de baja por el club no lo pudo inscribir.

### CD del Este
A mitad del 2021 fue anunciado como nuevo jugador del CD del Este, en donde disputó el Torneo Clausura 2021 jugando 15 partidos y anotando 2 goles.

### Sporting SM
El 2 de enero de 2021 fue anunciado como nuevo jugador del Sporting SM. Quedó subcampeón del Torneo Apertura 2022 en donde jugó 7 partidos en donde anotó 6 goles, disputó el Torneo Clausura 2022 llegando hasta la semifinales en donde jugó 14 partidos y el Torneo Apertura 2023 en donde jugó 15 partidos y anotó 2 goles.

### Santos de Guápiles
El 13 de junio de 2023 fue anunciado como nuevo jugador del Santos de Guápiles. Debutó con el club en la Liga Promerica el 27 de julio de 2023 en la derrota 0 a 1 contra el LD Alajuelense en el Estadio Ebal Rodríguez. Jugó 12 partidos en el Torneo Apertura 2023 quedando en el octavo lugar.

### San Francisco FC
El 22 de diciembre de 2023 fue anunciado como nuevo jugador del San Francisco FC. Debutó con el club el 20 de enero de 2024 en el empate 0 a 0 contra el Umecit FC en el Estadio Agustín Muquita Sánchez en donde fue titular y jugó hasta el minutó 65. En el Torneo Apertura 2024 jugó 12 partidos y anotó 3 goles llegando hasta las semifinales.

## Selección nacional

### Categorías inferiores
Fue convocado por la selección sub-17 de Panamá para disputar el Campeonato Sub-17 de la Concacaf de 2013 quedando subcampeón de dicho torneo en donde jugó 5 partidos y anotó 1 gol y la Copa Mundial de Fútbol Sub-17 de 2013 en donde jugó 2 partidos. Fue convocado por la selección sub-22 de Panamá para los Juegos Panamericanos de 2019 quedando en quinto lugar donde jugó 4 partidos y anotó 2 goles.

### Participaciones en Selección Nacional
| Copa                         | Categoría | Sede                   | Resultado      | Partidos | Goles |
| ---------------------------- | --------- | ---------------------- | -------------- | -------- | ----- |
| Campeonato Sub-17 2013       | Sub-17    | Panamá                 | Subcampeón     | 5        | 1     |
| Copa Mundial Sub-17 2013     | Sub-17    | Emiratos Árabes Unidos | Fase de grupos | 2        | 0     |
| Juegos Panamericanos de 2019 | Sub-22    | Perú                   | 5.º lugar      | 4        | 2     |

## Clubes
| Club                 | País       | Año         |
| -------------------- | ---------- | ----------- |
| Rio Abajo FC         | Panamá     | 2012 - 2014 |
| Chorrillo FC         | Panamá     | 2015        |
| Costa del Este FC    | Panamá     | 2015 - 2016 |
| SD Atlético Nacional | Panamá     | 2017        |
| Costa del Este FC    | Panamá     | 2017        |
| Rosario FC           | Guatemala  | 2018        |
| Costa del Este FC    | Panamá     | 2018 - 2019 |
| Pirata FC            | Perú       | 2019        |
| Deportivo Xinabajul  | Guatemala  | 2020        |
| CD del Este          | Panamá     | 2021        |
| Sporting SM          | Panamá     | 2022 - 2023 |
| Santos de Guapiles   | Costa Rica | 2023        |
| San Francisco FC     | Panamá     | 2024        |
| Herrera FC           | Panamá     | 2025 - act. |

## Palmarés

### Títulos nacionales
| Título           | Club              | País   | Año     |
| ---------------- | ----------------- | ------ | ------- |
| Segunda División | Costa del Este FC | Panamá | 2016-A  |
| Segunda División | Costa del Este FC | Panamá | 2017-A  |
| Segunda División | Costa del Este FC | Panamá | 2018-C  |
| Torneo de Copa   | Costa del Este FC | Panamá | 2018-19 |